# Servanches
 Servanches  (en occitano Servenchas) es una población y comuna francesa, situada en la región de Aquitania, departamento de Dordoña, en el distrito de Périgueux y cantón de Saint-Aulaye.

## Demografía
| 94 | 143 | 111 | 105 | 119 | 103 |
| Para los censos de 1962 a 1999 la población legal corresponde a la población sin duplicidades (Fuente: INSEE [Consultar]) |     |     |     |     |     |